# Мокенский язык
Моке́нский язык (итал. Mocheno; ферзентале́рский язык, нем. Fersentalerisch; берснтоле́рский язык, бав. Bersntolerisch) — верхненемецкий язык баварского диалекта, на котором говорят в регионе Берснтол в провинции Тренто.
Мокенский тесно связан с баварским языком и по-разному классифицируется, либо как южно-баварский диалект, либо как отдельный язык. Также было высказано предположение, что он может происходить от ломбардского языка. Говорящие на мокенском частично понимают баварский, цимбрский и стандартный немецкий языки, однако многие существенные различия в грамматике, словарном запасе и произношении затрудняют взаимодействие.

## Название
Название «Mocheni», используемое итальяноязычными и ладиноязычными соседями для обозначения носителей языка, произошло от глагола mochen (делать), который часто используется для построения сказуемых в мокенском языке.

## Распространение
Согласно переписи 2001 года, первой, в которой были зарегистрированы данные о родных языках, на мокенском говорило большинство в следующих муниципалитетах: Фиероццо (423 человека, 95,92 %), Палу-дель-Ферсина (184 человека, 95,34 %), Фрассилонго (340 человек, 95,24 %). В других муниципалитетах Тренто 1329 человек назвали себя носителями мокенского языка, всего в Трентино — 2276 человек. По переписи 2011 года общее количество говорящих в провинции сократилось до 1660 человек.

## Пример
| Мокенский                                                                        | Немецкий                                                            | Русский                                                                    |
| -------------------------------------------------------------------------------- | ------------------------------------------------------------------- | -------------------------------------------------------------------------- |
| Vatar ingar en Himbl, gahailegt kimmp der dai Núm. Der dai Raich schellt kemmen. | Vater unser im Himmel, geheiligt werde Dein Name. Dein Reich komme. | Отче наш сущий на небесах, Да святится имя Твоё. да приидет Царствие Твоё, |